# The Gardeners' Chronicle

The Gardeners' Chronicle (abreviado Gard. Chron.) es una revista con ilustraciones y descripciones botánicas que fue editada en Londres (Inglaterra). Fueron publicados los números 1-30, en los años 1841-1873, con el nombre de The Gardeners' Chronicle & Agricultural Gazette. Fue reemplazada en 1874 por The Gardeners' Chronicle, new series.
Fundada en 1841 por Joseph Paxton, Charles Wentworth Dilke, John Lindley y William Bradbury, The Gardeners' Chronicle se edita por primera vez en la forma de un periódico tradicional, publicado todos los viernes, con noticias nacionales y extranjeras, y también con muchas contribuciones enviadas por los jardineros y los científicos, que abarcaba todos los aspectos imaginables de la jardinería.
Uno de los fundadores, John Lindley, fue el primer editor, Paxton también se convirtió en editor más tarde. Entre los principales contribuyentes se incluyen Charles Darwin y Joseph Hooker.
En 1851, la circulación de The Gardeners' Chronicle llegó a 6500 copias. Este número es sorprendente en comparación con el renombre del The Observer (6230) y The Economist (3826), quizás en estas cifras se incluyen un amplio número de lectores internacionales.
Se destacó por su gran sección de publicidad y cuando se abolió el impuesto al vidrio en 1845 y el gran interés generado por la Gran Exposición hizo posible los invernaderos personales a pequeña escala, se llenó de anuncios para estos, muchos diseñados por el mismo Paxton, y de cuyas ventas generó un buen ingreso.

## Títulos sucesivos
- 1841–1855: The Gardeners' Chronicle
- 1856–1873: The Gardeners' Chronicle and Agricultural Gazette
- 1874–1886: The Gardeners' Chronicle. New Series (vols. 1–26)
- 1887–1956: The Gardeners' Chronicle. Third Series (vols. 1–139)
- 1957–1963: Gardeners Chronicle & Gardening Illustrated (vols. 140–154)
- 1964–1968: Gardener's Chronicle: The Magazine of Advanced Gardening (vols. 155–164)
- 1969–1971: Gardeners' Chronicle & New Horticulturist (vols. 165–170)
- 1972–1977: Gardeners' Chronicle: The Horticultural Trade Journal (vols. 171–182)
- 1978–1985: Gardeners' Chronicle & Horticultural Trade Journal: The Horticulture & Amenity Weekly  (vols. 183–197)
- 1985: Gardeners Chronicle & Horticultural Trade Journal: The Horticulture Week (vol. 198)
- 1986 onwards: Horticulture Week (vols. 199–221; no longer numbered since 1997) ISSN 0269-9478